# Oria de Rueda (apellido)
Oria de Rueda es un apellido pasiego compuesto, originario de Vega de Pas (Cantabria).

Vega de Pas (Cantabria)

## Origen
El apellido surge en el siglo XVI en Vega de Pas por enlace de los Ruiz de Oria y los Rueda. Cuando la madre pertenecía a un linaje principal era habitual entre los habitantes de la comarca pasiega de los siglos XV y XVI unir los apellidos paterno y materno, formando un único apellido compuesto.
Aunque la grafía común del apellido es Oria de Rueda, es posible encontrarlo todavía en los libros parroquiales del siglo XVII de Nuestra Señora de la Vega (Vega de Pas) como Ruiz Oria de Rueda.
Los primeros Oria de Rueda documentados aparecen en el padrón de Vega de Pas de 1624, avecindados en el barrio de Viaña.

### Linaje Oria
(véase Ruiz Oria)
Los Ruiz de Oria eran una familia de ferrones de origen guipuzcoano asentada a principios del siglo XVI en el barrio de Viaña de Vega de Pas.

### Linaje Rueda
El de Rueda fue uno de los principales linajes de la Comarca de Las Merindades de Castilla. Tuvieron casa solar infanzona en Villarcayo (Burgos).
Rueda es un apellido toponímico originario del entorno de La Abadía de Rueda, cerca de Villarcayo, que fue abadía seglar y señorío de los Rueda. La primera noticia de la Abadía de Rueda es de 1202, por lo que el topónimo debe ser anterior.
La casa solar del apellido Rueda en Cantabria estuvo situada en San Martín de Toranzo. El apellido estuvo muy extendido en el siglo XVI por todo el valle de Toranzo (Cantabria) y su entorno. Por ejemplo, los Rueda Bustamante, descendientes de los Rueda de Villarcayo y con casas solares en los barrios de Bárcena (Santiurde de Toranzo) y Alceda (Corvera de Toranzo), fueron en el siglo XVII administradores de la ferrería de "la Vega del Prado". La ferrería estaba situada en el citado barrio de Bárcena, limítrofe con Vega de Pas, y funcionaba desde el siglo XV con personal vasco.

## Ramas
Los Oria de Rueda de Cantabria perdieron el "Rueda" a finales del siglo XIX. Sólo han conservado el apellido compuesto las ramas de La Coruña, La Rioja y Valencia.

### Requena (Valencia)
El origen de esta rama fue Agustín Oria de Rueda, natural de Vega de Pas (Cantabria), que hacia 1820 abrió una tienda de comercio al por menor en la Plaza del Arrabal de Requena (Valencia). La familia llegó a tener talleres de seda y fueron propietarios de las fincas "El Derramador", "Casa Nueva" y "Villalgordo".
De esta rama descienden conocidos políticos y abogados valencianos, como los hermanos José y Alfredo Oria de Rueda e Iñigo y Fernando Oria de Rueda y Fontán.